# Círculo Chaikovski

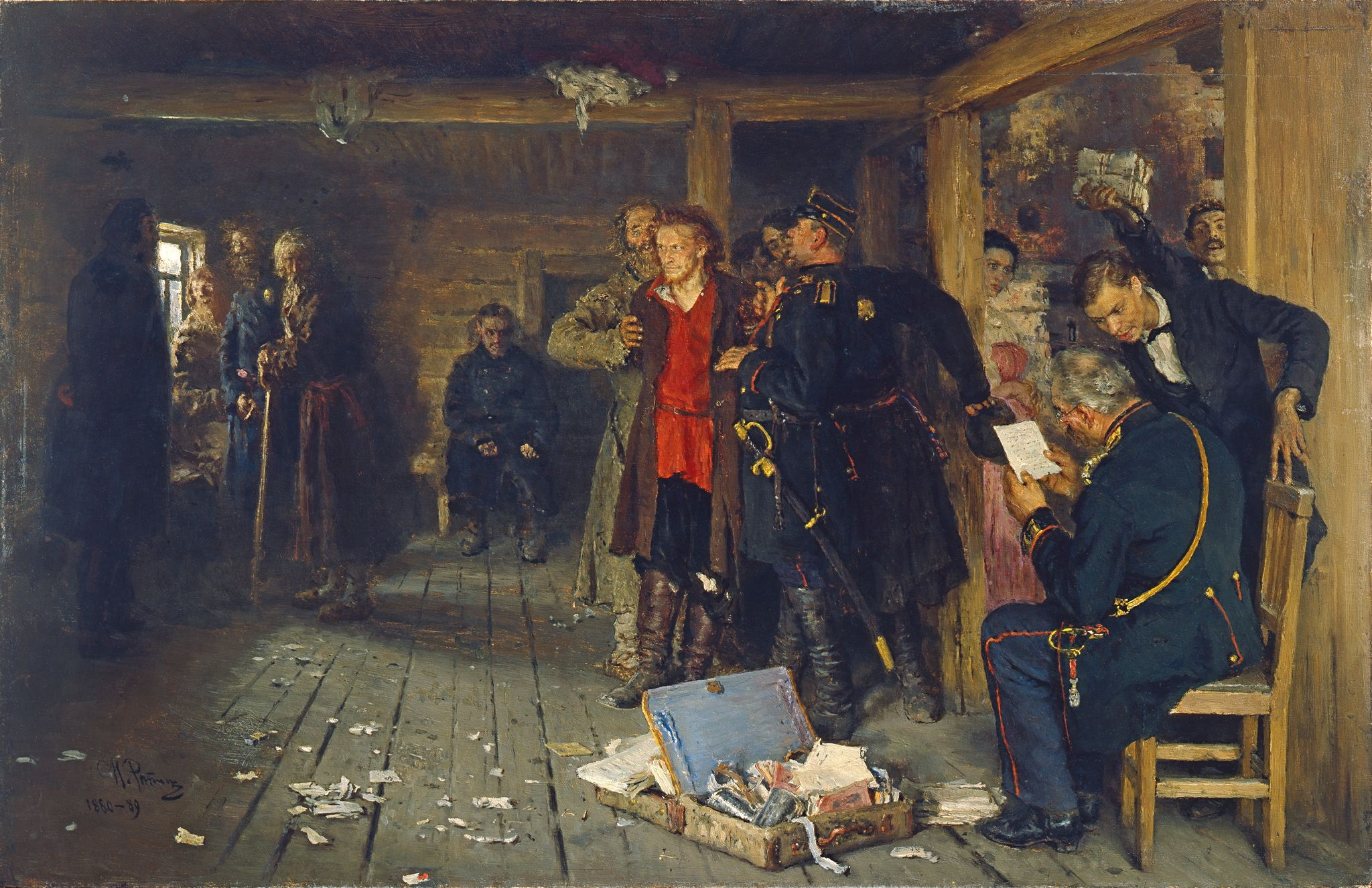
Detención de un propagandista. Por Iliá Repin.

El Círculo Chaikovski, también conocido como la Gran Sociedad de Propaganda ("Чайковцы", "Большое общество пропаганды" en ruso) era una sociedad literaria de tipo autodidacta y una organización revolucionaria de naródniks de principios de los años 1870.

## Origen
La intelectualidad de mediados del siglo diecinueve de la Rusia zarista estaba insatisfecha con lo que ellos percibían como el estancamiento social de la nación y comenzaron a exigir reformas (su actitud fue notablemente caracterizada por el novelista Iván Turguénev como nihilismo). El pico de este activismo social hizo surgir varias organizaciones secretas, entre ellas Tierra y Libertad, La Venganza del Pueblo, y el Círculo Chaikovski. El Círculo fue fundado en San Petersburgo durante el malestar estudiantil de 1868-1869 como un grupo opuesto a la violencia imprudente de Serguéi Necháyev. Su nombre proviene de Nikolái Chaikovski, uno de sus miembros más prominentes. El corazón de la organización era una sociedad literaria de educación autodidacta dentro de la Academia de Medicina, cuyo objetivo inicial era compartir libros y conocimiento que había sido prohibido en el Imperio ruso. Este incluía a los estudiantes Mark Natanson, V. M. Aleksándrov y Anatoly Serdyukov, atraídos por Nikolái Chaikovski y Feofán Lérmontov. Además de la autoeducación, las tareas principales del círculo eran unir a estudiantes de San Petersburgo y otras ciudades, y llevar propaganda a los trabajadores y campesinos con el objetivo de preparar una revolución social. El Círculo Chaikovski estableció los más altos estándares morales para sus miembros para prevenir el ingreso de personajes con la falta de escrúpulos de un Necháyev. Tenían una actitud negativa hacia la lucha por las libertades políticas, que según su visión, solo eran ventajosas para la naciente burguesía rusa. Estos principios fueron formulados en el "Программа для кружков самообразования и практической деятельности" ("Programa para los círculos de autoeducación y actividad práctica"), reunidos por el Círculo Chaikovski entre finales de 1870 y principios de 1871.

## Actividades
Una de las primeras tareas del Círculo Chaikovski fue organizar la impresión, publicación y la distribución de la literatura científica y revolucionaria con la ayuda de los editores Nikolái Polyakov, Kozma Soldatyónkov, y otros. Estos trabajos literarios incluyeron el primer volumen de El Capital de Karl Marx, libros de Nikolái Chernyshevski, Nikolái Dobrolyúbov, Alexander Herzen, Piotr Lavrov, Vasili Bervi, Ferdinand Lassalle, Charles Darwin, John Stuart Mill, y otros. En el verano de 1871, el círculo de Natanson se unió al círculo autodidacta femenino de Aleksandra Kornílova y Sofía Peróvskaya. Pronto se les unieron Serguéi Kravchinski, Dmitri Klements, Serguéi Sinegub, Nikolái Charushin y Leonid Shishkó. El círculo central de San Petersburgo comprendió a aproximadamente 60 personas. Los círculos de Moscú (Nikolái Morózov, Lev Tijomírov, Mijaíl Frolenko), Odessa (Félix Voljovski, Andréi Zhelyábov), Kiev (Yákov Stefanóvich, Pável Axelrod) y otras ciudades se integraron con la célula de Petersburgo sobre una base federativa. En total, el Círculo Chaikovski alcanzó aproximadamente a unos cien integrantes.
En 1872, el Círculo Chaikovski comenzó a organizar círculos de trabajadores con el objetivo de formar propagandistas para trabajar en el campo. Estas actividades fueron las más exitosas en San Petersburgo y en Odessa, donde los círculos alcanzaron a 400 trabajadores aproximadamente, algunos de los que más tarde (Víktor Obnorski, Fiódor Krávchenko, y otros) serían los fundadores de las primeras organizaciones proletarias, tal como la Unión de Trabajadores de Rusia del Sur (Южнороссийский союз рабочих) y la Unión de los Trabajadores rusos del Norte (Северный союз русских рабочих). Los resultados de este trabajo de propaganda fueron resumidos en un informe de Piotr Kropotkin, que discutirían en el círculo Chaikovski de San Petersburgo a finales de 1873.